# Einar Rasmussen
Einar Magnar Rasmussen (Oslo, 16 de julio de 1956) es un deportista noruego que compitió en piragüismo en la modalidad de aguas tranquilas. Ganó diez medallas en el Campeonato Mundial de Piragüismo entre los años 1975 y 1987.
Participó en tres Juegos Olímpicos de Verano, su mejor actuación fue un sexto puesto logrado en Montreal 1976 en la prueba de K4 1000 m.

## Palmarés internacional
| Campeonato Mundial | Campeonato Mundial       | Campeonato Mundial | Campeonato Mundial |
| Año                | Lugar                    | Medalla            | Evento             |
| ------------------ | ------------------------ | ------------------ | ------------------ |
| 1975               | Belgrado (Yugoslavia)    | Medalla de oro     | K4 10 000 m        |
| 1978               | Belgrado (Yugoslavia)    | Medalla de plata   | K2 1000 m          |
| 1979               | Duisburgo (RFA)          | Medalla de plata   | K1 10 000 m        |
| 1979               | Duisburgo (RFA)          | Medalla de oro     | K2 1000 m          |
| 1981               | Nottingham (Reino Unido) | Medalla de bronce  | K1 1000 m          |
| 1981               | Nottingham (Reino Unido) | Medalla de oro     | K1 10 000 m        |
| 1982               | Belgrado (Yugoslavia)    | Medalla de bronce  | K1 1000 m          |
| 1982               | Belgrado (Yugoslavia)    | Medalla de plata   | K1 10 000 m        |
| 1983               | Tampere (Finlandia)      | Medalla de oro     | K1 10 000 m        |
| 1987               | Duisburgo (RFA)          | Medalla de bronce  | K1 10 000 m        |